# 가와사키 겐지로
가와사키 겐지로(일본어: 川崎 憲次郎, 1971년 1월 8일 ~ )는 일본의 전 프로 야구 선수이자 야구 지도자, 야구 평론가·해설가이다.

## 인물

### 야쿠르트 시절
오이타현 사이키시 출신으로 오이타 현립 쓰쿠미 고등학교를 졸업한 후 1988년 프로 야구 드래프트 회의에서 야쿠르트 스왈로스로부터 1순위로 지명을 받아 입단했다. 이듬해인 1989년에는 세키네 준조 감독으로부터 실력을 인정받아 1군에서 선발 등판해 시즌 4승을 기록했고(그 중 1승은 요미우리전에서의 첫 완봉) 2년째인 이듬해 1990년에는 시즌 12승(13패)을 올리는 등 선발 로테이션에 정착했지만 그 후 부상에 의해 전력 이탈당하는 시련을 겪어 후에 부활하여 이시이 가즈히사, 이토 도모히토와 함께 야쿠르트 황금 시대의 일원으로 활약했다. 1990년 9월 8일의 요미우리 자이언츠전에서는 요시무라 사다아키에게 요미우리의 리그 우승을 결정짓는 끝내기 홈런을 허용했다.
1993년에는 팀이 일본 시리즈 우승에 제패하면서 일본 시리즈 MVP에 선정되는 등 팀내 에이스 투수로서 부활했으며 그 후 일시적인 부상 때문에 기대 이하의 투구 플레이와 저조한 성적을 기록하고 있었지만, 1998년에는 시즌 최다인 17승(1구원승 포함이라 구와타 마스미와 선발승(16선발승) 공동 1위)을 기록하면서 다승왕 타이틀을 획득함과 동시에 최고의 투수에게 주어지는 사와무라 에이지상을 동시에 석권했다.
2000년 시즌 종료 직후에 자유 계약 선수로 공시되면서 보스턴 레드삭스로부터 오퍼가 왔는데 최종적으로는 호시노 센이치 감독의 요청에 의해 당시로서는 파격적인 4년 간의 계약(3년간은 연봉 2억엔, 4년째는 인센티브제)으로 주니치 드래건스에 이적하여 등번호도 팀내 에이스 번호인 20번을 물려받았다.

### 주니치 시절
주니치 이적 당초에는 “요미우리 킬러”로서 기대되었지만 거듭되는 오른쪽 어깨 통증으로 인한 부상 슬럼프를 겪게 되면서 3년간은 1군 등판 없이 주로 2군에서만 활약을 했다.
2004년 1월 2일에는 1군 등판의 기회가 없었던 가와사키에게 주니치의 감독으로 취임한 오치아이 히로미쓰 감독으로부터 전화가 걸려왔는데 4월 2일에 있을 개막전 선발 투수로 등판하라는 전화였다. 그러나 그 경기에서는 팀은 역전 승을 거두었지만 승리 투수가 되지 못했다. 4월 30일 요코하마 베이스타스전에 선발로 나섰지만 5실점을 기록하는 등 강판 당하면서 팀은 패배함과 동시에 패전 투수가 되었다. 결국 그 1패가 주니치 이적 후의 처음이자 마지막 성적이 되었다. 2011년에 주니치 감독직에서 물러난 오치아이는 퇴임 기자회견에서 감독으로 있을 당시 3년간 1군에서의 등판 기회가 없었던 가와사키를 개막전 선발 투수로 지명한 것을 가장 인상에 남은 경기라고 꼽았다.
팀의 리그 우승이 결정된 다음날인 10월 2일에는 오치아이 감독으로부터 직접 방출 통보를 받았고, 현역 은퇴를 표명한 그를 기다리고 있던 것은 옛 친정팀인 야쿠르트와의 경기에서의 은퇴 경기였다. 10월 3일의 은퇴 경기에서는 1회초에 극적인 3자 삼진(후루타 아쓰야, 미야모토 신야, 이와무라 아키노리)을 기록했고 후루타는 삼진을 당한 뒤 가와사키에게 다가가 서로 포옹했다. 경기 종료 후 주니치와 야쿠르트 선수들로부터 헹가래를 받았다.

### 그 후
은퇴 후 TV 도쿄(2009년까지), 닛폰 방송(2011년까지), J SPORTS, 후지 TV ONE(2010년에 게스트 해설로서 출연)에서 야구 해설위원으로 활동했고 2005년에는 도호쿠 라쿠텐 골든이글스의 감독으로 부임한 노무라 가쓰야로부터 투수 코치를 맡아달라는 요청이 있었지만 이를 사양했다. 또, TV 아이치의 게스트로 출연하면서 야구 해설을 맡았다. 2013년부터는 지바 롯데 마린스의 1군 불펜 코치로 발탁, 2014년까지 맡았다.

## 상세 정보

### 출신 학교
- 오이타 현립 쓰쿠미 고등학교

### 선수 경력
- 야쿠르트 스왈로스(1989년 ~ 2000년)
- 주니치 드래건스(2001년 ~ 2004년)

### 지도자·기타 경력
- TV 도쿄(은퇴 후 2009년까지), 닛폰 방송, TV 아이치 야구 해설위원
- 지바 롯데 마린스 1군 불펜 코치(2013년 ~ 2014년)

### 수상·타이틀 경력

#### 타이틀
- 다승왕 : 1회(1998년)
- 최다 선발승 : 1회(1998년 16)(구와타 마스미와 공동)

#### 수상
- 사와무라 에이지상 : 1회(1998년)
- 우수 JCB·MEP상 : 1회(1998년)
- 컴백상(1993년)
- 일본 시리즈 MVP : 1회(1993년)

### 개인 기록

#### 첫 기록
- 첫 등판 : 1989년 5월 9일, 대 한신 타이거스 3차전(메이지 진구 야구장), 5회초 1사에 3번째 투수로서 구원 등판, 2와 2/3이닝 무실점
- 첫 탈삼진 : 상동, 5회초에 와다 유타카로부터
- 첫 선발 : 1989년 5월 23일, 대 요미우리 자이언츠 5차전(도쿄 돔), 5이닝 동안 7실점(5자책점)을 기록하며 패전 투수
- 첫 완투 : 1989년 8월 13일, 대 히로시마 도요 카프 18차전(히로시마 시민 구장), 8이닝 3실점(우천 콜드 게임)
- 첫 세이브 : 1989년 8월 17일, 대 한신 타이거스 20차전(그린 스타디움 고베), 6회말에 2번째 투수로서 구원 등판·마무리, 4이닝 무실점
- 첫 승리·첫 선발 승리 : 1989년 9월 2일, 대 요미우리 자이언츠 21차전(도쿄 돔), 7이닝 1실점
- 첫 완투 승리·첫 완봉 승리 : 1989년 9월 24일, 대 요미우리 자이언츠 24차전(메이지 진구 야구장)

#### 기록 달성 경력
- 통산 1000투구 이닝 : 1998년 7월 14일, 대 한신 타이거스 13차전(메이지 진구 야구장), 1회초 2아웃에 히야마 신지로를 1루 땅볼 병살로 달성 ※역대 277번째

#### 기타
- 올스타전 출장 : 4회(1990년, 1991년, 1998년, 2000년)

### 등번호
- 17(1989년 ~ 2000년)
- 20(2001년 ~ 2004년)
- 84(2013년 ~ )

### 연도별 투수 성적
| 연 도       | 소 속       | 등 판 | 선 발 | 완 투 | 완 봉 | 무 4 구 | 승 리 | 패 전 | 세 이 브 | 홀 드 | 승 률 | 타 자 | 이 닝  | 피 안 타 | 피 홈 런 | 볼 넷 | 고 4 | 몸 맞 | 탈 삼 진 | 폭 투 | 보 크 | 실 점 | 자 책 점 | 평 자 책 | W H I P |
| ----------- | ----------- | ----- | ----- | ----- | ----- | ------- | ----- | ----- | -------- | ----- | ----- | ----- | ------ | -------- | -------- | ----- | ---- | ----- | -------- | ----- | ----- | ----- | -------- | -------- | ------- |
| 1989년      | 야쿠르트    | 23    | 13    | 4     | 1     | 0       | 4     | 4     | 1        | --    | .500  | 399   | 98.1   | 81       | 12       | 30    | 1    | 0     | 86       | 4     | 0     | 45    | 43       | 3.94     | 1.13    |
| 1990년      | 야쿠르트    | 29    | 26    | 15    | 4     | 2       | 12    | 13    | 0        | --    | .480  | 850   | 202.1  | 194      | 26       | 73    | 1    | 1     | 154      | 7     | 0     | 97    | 91       | 4.05     | 1.32    |
| 1991년      | 야쿠르트    | 28    | 26    | 15    | 3     | 1       | 14    | 9     | 1        | --    | .609  | 772   | 191.2  | 159      | 22       | 65    | 2    | 6     | 148      | 4     | 0     | 69    | 62       | 2.91     | 1.17    |
| 1993년      | 야쿠르트    | 27    | 20    | 5     | 1     | 0       | 10    | 9     | 0        | --    | .526  | 582   | 139.2  | 120      | 13       | 61    | 1    | 0     | 108      | 4     | 0     | 55    | 54       | 3.48     | 1.30    |
| 1994년      | 야쿠르트    | 20    | 18    | 4     | 0     | 0       | 6     | 9     | 0        | --    | .400  | 514   | 114.2  | 117      | 10       | 52    | 1    | 5     | 67       | 10    | 0     | 69    | 61       | 4.79     | 1.47    |
| 1995년      | 야쿠르트    | 7     | 5     | 0     | 0     | 0       | 3     | 0     | 0        | --    | 1.000 | 124   | 29.2   | 28       | 3        | 8     | 1    | 2     | 19       | 0     | 0     | 9     | 6        | 1.82     | 1.21    |
| 1996년      | 야쿠르트    | 5     | 1     | 0     | 0     | 0       | 0     | 0     | 0        | --    | ----  | 41    | 9.1    | 12       | 2        | 2     | 0    | 1     | 2        | 0     | 0     | 4     | 4        | 3.86     | 1.50    |
| 1997년      | 야쿠르트    | 22    | 19    | 4     | 1     | 1       | 7     | 5     | 0        | --    | .583  | 496   | 116.0  | 118      | 20       | 46    | 2    | 3     | 48       | 8     | 0     | 61    | 54       | 4.19     | 1.41    |
| 1998년      | 야쿠르트    | 29    | 28    | 9     | 3     | 2       | 17    | 10    | 0        | --    | .630  | 845   | 204.1  | 195      | 22       | 55    | 4    | 3     | 94       | 4     | 0     | 79    | 69       | 3.04     | 1.22    |
| 1999년      | 야쿠르트    | 24    | 24    | 6     | 2     | 0       | 7     | 11    | 0        | --    | .389  | 705   | 166.0  | 188      | 17       | 41    | 4    | 7     | 79       | 6     | 0     | 71    | 71       | 3.85     | 1.38    |
| 2000년      | 야쿠르트    | 20    | 20    | 2     | 0     | 0       | 8     | 10    | 0        | --    | .444  | 576   | 137.0  | 136      | 11       | 39    | 3    | 5     | 66       | 2     | 0     | 58    | 54       | 3.55     | 1.28    |
| 2004년      | 주니치      | 3     | 3     | 0     | 0     | 0       | 0     | 1     | 0        | --    | .000  | 18    | 2.1    | 8        | 0        | 3     | 0    | 1     | 3        | 0     | 0     | 9     | 9        | 34.71    | 4.71    |
| 통산 : 12년 | 통산 : 12년 | 237   | 202   | 64    | 15    | 6       | 88    | 81    | 2        | --    | .521  | 5922  | 1411.1 | 1356     | 158      | 475   | 20   | 34    | 874      | 49    | 0     | 626   | 578      | 3.69     | 1.30    |

- 굵은 글씨는 시즌 최고 성적.
- 1992년, 2001년 ~ 2003년은 1군 출장 없음.